# Кубинське ханство
Куб́инське (Ґубинське) ханство (Азерб: Quba xanlığı), (перс. خانات قبه, лезгин. Къубадин шарвал; 1680—1806) — одне з азербайджанських ханств на кордоні з Дагестаном. З 1680 року існувало як напівнезалежне від Персії утворення. Лише 1747 року набуло самостійності. Маневрувало між Російською імперією та Персією. Зрештою 1806 року було ліквідовано Росією.

## Історія
Засновником держави був Гусейн-хан, представник Маджаліської гілки Кайтазької династії. Шах Солейман Сефі в рамках розширення влади на Кавказі поставив Гусейна володарем областей біля Куби. Це васальне утворення перестворилося на противагу Кайтазькому уцмійству, де правила ворожа Гйсейну Енгікентська гілка династії. В його обов'язки входила також оборона кордонів від нападів калмиків. Тоді ж отримав титул хана. Своєю резиденцією обрав фортеці Худат. У 1689 року після перших успіхів зазнав поразки від уцмія Алі-Султана.
Наступний хан Султан-Ахмед продовжив війну з Кайтазьким уцмійством, але також зазнав поразки 1711 року, що надовго послабило державу. Можливо, в цей час Кубинське ханство опинилося в залежності від уцміїв. Водночас невдачі у війні спровокували населення Куби до повстання. В результаті до 1718 року Султан-Ахмед вимушений був боротися за владу всередині ханства. До цього додався антишиїтський рух, що охопив південно-східний Кавказ. Хан не міг отримати підтримку від перського шаха, оскільки в той час відбувалися повстання курдів та афганців, що охопили значну частину Персії.
1720 року Кубинське ханство було захоплено Хаджи-Даудом, який очолив повстання проти Персії. Лише один син Султан-Ахмеда — Гусейн-Алі зміг врятуватися. 1721 року він приніс присягу вірності російському імператорові Петру I під час Перського походу. Втім владу в Кубі не отримав. Це вдалося лише 1734 року. 1747 року Куба стає столицею ханства. Невдовзі, скориставшись боротьбою за владу після смерті перського володаря Надир шаха вдалося досягти фактичної незалежності Кубинського ханства.
Найбільше піднесення держави відбулося за правління Фаталі-хана, який протягом 1760-1770-х років зумів підкорити Бакінське, Дербентське і Шемахське ханства. В результаті Кубинське ханство перетворилося на потужну політичну силу Кавказу. Водночас він також вимушений був проводити політику маневрування між Російською імперією та Персією. 1775 року було укладено союз з Росією. Також антиперський союз утворився з царством Картлі-Кахетія.
Невдовзі після смерті Фаталі-хана в 1789 році його держава розпалася. Під час російсько-перської війни 1806 року Кубинське ханство було ліквідовано й приєднано до Російської імперії.

## Територія й населення
У середині XVIII століття нараховувалося 30 тис. осіб у 100 селищах. У 1796 році чисельність становила 60 тис. осіб.

## Устрій
На чолі стояв хан, якому належала вища політична, військова та судова влада. Першою особою після хана вважався візир. Видатковою частиною ханської скарбниці відав хазіне агасі. Найближчими помічниками хана були головні назіри. Фінансове відомство серкер-алі. Особистим господарством хана, охороною торгових шляхів і будівництвом караван-сараїв займався ешіг-агасі. Усі справи вирішувалися духовним судом за законами шаріату.
В адміністративному плані поділялося на 7 магалів: Кубинський, Руставський, Будузький, Хіналузький, Бармакський, Мюшкюрський, Сааданський. На чолі магалу стояв бек або наїб бек, що призначався ханом.

### Хани
- Гусейн-хан (1680—1694)
- Султан-Ахмед (1694—1720)
- приєднано до Шемахи (1720—1734)
- Гусейн-Алі (1734—1758)
- Фаталі-хан (1758—1789)
- Ахмад-хан (1789—1791)
- Шейх Алі-хан (1791—1806)

## Економіка
Широко було розвинене товарне землеробство, скотарство, ремісництво, зокрема килимарство, гончарство і зброярство. Вирощувалися зернові культури, фрукти, овочі, культивувався шафран. У багатьох містах і селищах виготовлялася зброя. В значні кількості вироблялися бавовна, вовна і шовк. Центром килимарства була Куба й навколишні села Нугаді, Чичі, Амсар, Рустов.
Була розвинена торгівля завдяки вигідному географічному становищу. Вивозили марену, пшеницю, ячмінь, килими, суконні шалі, дрова і будівельні матеріали. Ввозилися сіль, нафта, різні тканини, залізо, свинець, мідь.
Спочатку в ханстві застосовувалися перські монети аббасі. Згодом стали карбуватися власні — шахі.

## Культура
Освіта, наука і культура загалом перебували в стані занепаду внаслідок феодальних воєн та іноземних вторгнень. Одним з відомих вчених того часу був хаджі Мухаммед Халабі, який переважно займався ісламською юриспруденцією та богослов'ям. Певний вплив на розвиток останнього спричинила належність правлячих ханів до шиїтів. Хани та місцеві феодали переважно надавали покровительством ашугам.
Архітектура переважно обмежувалася будівництвом фортець. Лише столиця ханства Куба була прикрашена численними медресе та мечетями. З цього періоду найбільшими пам'ятками є Кубинська фортеця, мечеть Джума та великий караван-сарай.